# Rhachoepalpus immaculatus
Rhachoepalpus immaculatus là một loài ruồi trong họ Tachinidae.